# Solo Sagrado (São José do Rio Preto)
Solo Sagrado é um bairro da cidade de São José do Rio Preto, no estado de São Paulo, localizado na zona norte da cidade.
É um dos maiores bairros da cidade, com população estimada em cerca de 23 mil moradores.
Tem a população equivalente ao município de Tanabi, e é um dos maiores bairros do norte e noroeste do estado do estado de São Paulo.
Criado no ano de 1985, era uma antiga fazenda que foi cedida para a criação do bairro. O conjunto é dividido em dois setores: Solo Sagrado I, e II. O bairro fez parte do plano de construção de COHABs na década de 1970, a onde outros bairros, Eldorado, Santo Antônio, Jardim Planalto, Duas Vendas fizeram parte desse plano de habitação da Zona norte de São José do Rio Preto.
A principal via do bairro é a Avenida Mirassolândia, que tem muitos estabelecimentos comerciais: concessionárias, supermercados, óticas, postos de combustível, academias, igrejas etc...
Solo Sagrado e um bairro bem conhecido em Rio Preto e um dos mais populosos.
- Limites: Jardim Astúrias, Jardim Residencial Etemp, parque residencial João da Silva, Vila Romana Solo sagrado 1, Vila Mayor e entre outros.